# Weiße Spitze
Il Weiße Spitze (2.962 m s.l.m.) è una montagna dell'Austria.

## Descrizione
Si tratta della montagna più alta dei Monti del Villgraten nelle Alpi Pusteresi. Si trova nel Tirolo austriaco. Il monte è collocato a sud di Sankt Jakob in Defereggen.